# Rubus malagassus
Rubus malagassus es una especie de planta del género Rubus, perteneciente a la familia Rosaceae.

## Taxonomía
Rubus malagassus fue descrita por Wilhelm Olbers Focke en 1884.

## Distribución
Se encuentra en el territorio de Madagascar.